# Caledopteryx
Caledopteryx is een geslacht van libellen (Odonata) uit de familie van de Argiolestidae.

## Soorten
Caledopteryx omvat 2 soorten:
- Caledopteryx maculata Winstanley & Davies, 1982
- Caledopteryx sarasini (Ris, 1915)